# 33a Mostra Internacional de Cinema de Venècia
La 33a Mostra Internacional de Cinema de Venècia es va celebrar entre el 21 d'agost al 3 de setembre de 1972. No hi hagué jurat perquè els edicions del 1969 al 1979 no van ser competitives.

## Pel·lícules exhibides
- Bas ya Bahar de Khalid Al Siddiq
- Seemabaddha de Satyajit Ray
- A Clockwork Orange de Stanley Kubrick
- My Childhood de Bill Douglas
- Les deux saisons de la vie de Samy Pavel

## Premis
- Premi Venezia Giovani 
  - Millor primera pel·lícula- Les deux saisons de la vie (Samy Pavel)
- Lleó de Plata
  - Millor primera pel·lícula - My Childhood by Bill Douglas[4]
- Lleó d'Or a la carrera:
  - Charlie Chaplin, Anatoli Golovnya i Billy Wilder.
- Premi FIPRESCI 
  - Bas ya Bahar (Khalid Al Siddiq)
  - Seemabaddha (Satyajit Ray)
- Premi Pasinetti 
  - Millor pel·lícula estrangera - A Clockwork Orange (Stanley Kubrick)